# ۶۲۱ (میلادی)
۶۲۱ (میلادی) ششصد و بیست و یکمین سال تقویم میلادی است.

## رویدادها
- معراج محمد برپایهٔ باورهای اسلامی

## زادگان
- اردشیر سوم (ساسانی)

‎